# G2ZT
G2ZT je bistetrazol. Eksploziv je približno snažan kao RDX, ali pri detonaciji oslobađa manje toksične produkte reakcije: amonijak i cijanovodonik. Kada se kombinuje sa ADN ili AN oksidantima, količina HCN proizvedenog deflagracijom može biti smanjena. Stoga njegovi zagovornici ovo jedinjenje smatraju ekološki prihvatljivijim eksplozivom od tradicionalnih eksploziva na bazi nitroamina. 
G2ZT je inače poznat kao bis(3,4,5-triamino-1,2,4-triazolijum) 5,5'-azotetrazolat.

## Dodatna literatura
- Klapötke, Thomas M.; Sabaté, Carles Miró (2008). „Bistetrazoles: Nitrogen-Rich, High-Performing, Insensitive Energetic Compounds”. Chemistry of Materials. 20 (11): 3629. doi:10.1021/cm703657k .